# 洛薩達市

10°12′N 71°18′W / 10.200°N 71.300°W
洛薩達市（西班牙語：Municipio Jesús Enrique Lossada），是委內瑞拉的一個市，位於該國西北部蘇利亞州，首府設於拉康塞普西翁，始建於1988年，面積3,101平方公里，2011年人口118,756，人口密度每平方公里38.30人。